# Arthur Vermeeren
Arthur Denis Vermeeren (sinh ngày 7 tháng 2 năm 2005) là một cầu thủ bóng đá chuyên nghiệp người Bỉ hiện đang thi đấu ở vị trí tiền vệ cho câu lạc bộ RB Leipzig tại Bundesliga dưới dạng cho mượn từ câu lạc bộ Atlético Madrid tại La Liga và Đội tuyển bóng đá quốc gia Bỉ.

## Sự nghiệp câu lạc bộ

### Atlético Madrid
Vào ngày 26 tháng 1 năm 2024, Vermeeren gia nhập câu lạc bộ Atlético Madrid tại La Liga theo hợp đồng có thời hạn sáu năm rưỡi. Thỏa thuận được công bố bao gồm phí chuyển nhượng 18 triệu euro với tối đa 5 triệu euro tiền phụ phí và Royal Antwerp nhận 10% phí chuyển nhượng.

#### Cho mượn tại RB Leipzig
Vào ngày 26 tháng 8 năm 2024, Vermeeren gia nhập câu lạc bộ RB Leipzig tại Bundesliga theo dạng cho mượn trong một mùa giải với nghĩa vụ mua lại sau khi đáp ứng được một số điều kiện nhất định.

## Sự nghiệp quốc tế
Vermeeren đã chơi cho các đội trẻ Bỉ và góp mặt cho U-17 Bỉ tại Giải vô địch U-17 châu Âu 2022. Anh chơi trận ra mắt đội tuyển quốc gia Bỉ vào ngày 13 tháng 10 năm 2023 khi vào sân từ băng ghế dự bị ở phút thứ 87 để thay thế Johan Bakayoko trong chiến thắng 3–2 trên sân khách trước Áo tại vòng loại UEFA Euro 2024. Vào ngày 28 tháng 5 năm 2024, Vermeeren được điền tên vào đội hình 25 người tham dự UEFA Euro 2024 tại Đức.

## Thống kê sự nghiệp

### Câu lạc bộ
Tính đến 25 tháng 5 năm 2024
| Câu lạc bộ          | Mùa giải            | Giải vô địch                | Giải vô địch | Giải vô địch | Cúp quốc gia | Cúp quốc gia | Châu lục | Châu lục | Khác | Khác | Tổng cộng | Tổng cộng |
| Câu lạc bộ          | Mùa giải            | Hạng đấu                    | Trận         | Bàn          | Trận         | Bàn          | Trận     | Bàn      | Trận | Bàn  | Trận      | Bàn       |
| ------------------- | ------------------- | --------------------------- | ------------ | ------------ | ------------ | ------------ | -------- | -------- | ---- | ---- | --------- | --------- |
| Royal Antwerp II    | 2022–23             | Belgian National Division 1 | 6            | 1            | —            | —            | —        | —        | —    | —    | 6         | 1         |
| Royal Antwerp       | 2022–23             | Belgian Pro League          | 26           | 1            | 6            | 0            | 2        | 0        | 0    | 0    | 34        | 1         |
| Royal Antwerp       | 2023–24             | Belgian Pro League          | 21           | 1            | 2            | 0            | 7        | 0        | 1    | 0    | 31        | 1         |
| Royal Antwerp       | Tổng cộng           | Tổng cộng                   | 47           | 2            | 8            | 0            | 9        | 0        | 1    | 0    | 65        | 2         |
| Atlético Madrid     | 2023–24             | La Liga                     | 5            | 0            | 0            | 0            | 0        | 0        | —    | —    | 5         | 0         |
| RB Leipzig (mượn)   | 2024–25             | Bundesliga                  | 0            | 0            | 0            | 0            | 0        | 0        | —    | —    | 0         | 0         |
| Tổng cộng sự nghiệp | Tổng cộng sự nghiệp | Tổng cộng sự nghiệp         | 58           | 3            | 8            | 0            | 9        | 0        | 1    | 0    | 76        | 3         |

1. ↑  Bao gồm Cúp bóng đá Bỉ và DFB-Pokal
2. ↑  Ra sân tại UEFA Europa Conference League
3. ↑  Ra sân tại UEFA Champions League
4. ↑  Ra sân tại Siêu cúp bóng đá Bỉ

### Quốc tế
Tính đến 5 tháng 6 năm 2024
| Đội tuyển quốc gia | Năm       | Trận | Bàn |
| ------------------ | --------- | ---- | --- |
| Bỉ                 | 2023      | 2    | 0   |
| Bỉ                 | 2024      | 2    | 0   |
| Tổng cộng          | Tổng cộng | 4    | 0   |